# Maritza Pineda
Maritza Pineda Montoya (Bogotà, 10 ottobre 1956) è una modella venezuelana, eletta Miss Venezuela nel 1974, e rappresentante del Venezuela a Miss Universo 1975, concorso svoltosi a San Salvador il 19 luglio 1975..
In seguito ha lavorato come professoressa di urbanistica presso la UCLA School of Public Affairs.